# Molí d'en Gomis
El Molí d'en Gomis és una obra del municipi de Martorell (Baix Llobregat) protegida com a bé cultural d'interès local.

## Descripció
Es tracta d'un edifici de tres plantes, amb dues ales d'edificació perpendiculars entre si. Fou construït i ampliat en molts diversos moments, amb maó i reble. Es conserva, encara que en molt mal estat, una part de la instal·lació per a l'aprofitament de l'aigua del riu Anoia. Els orígens d'aquest molí es remunten al segle xvii.